# Manecilla (mecánica)

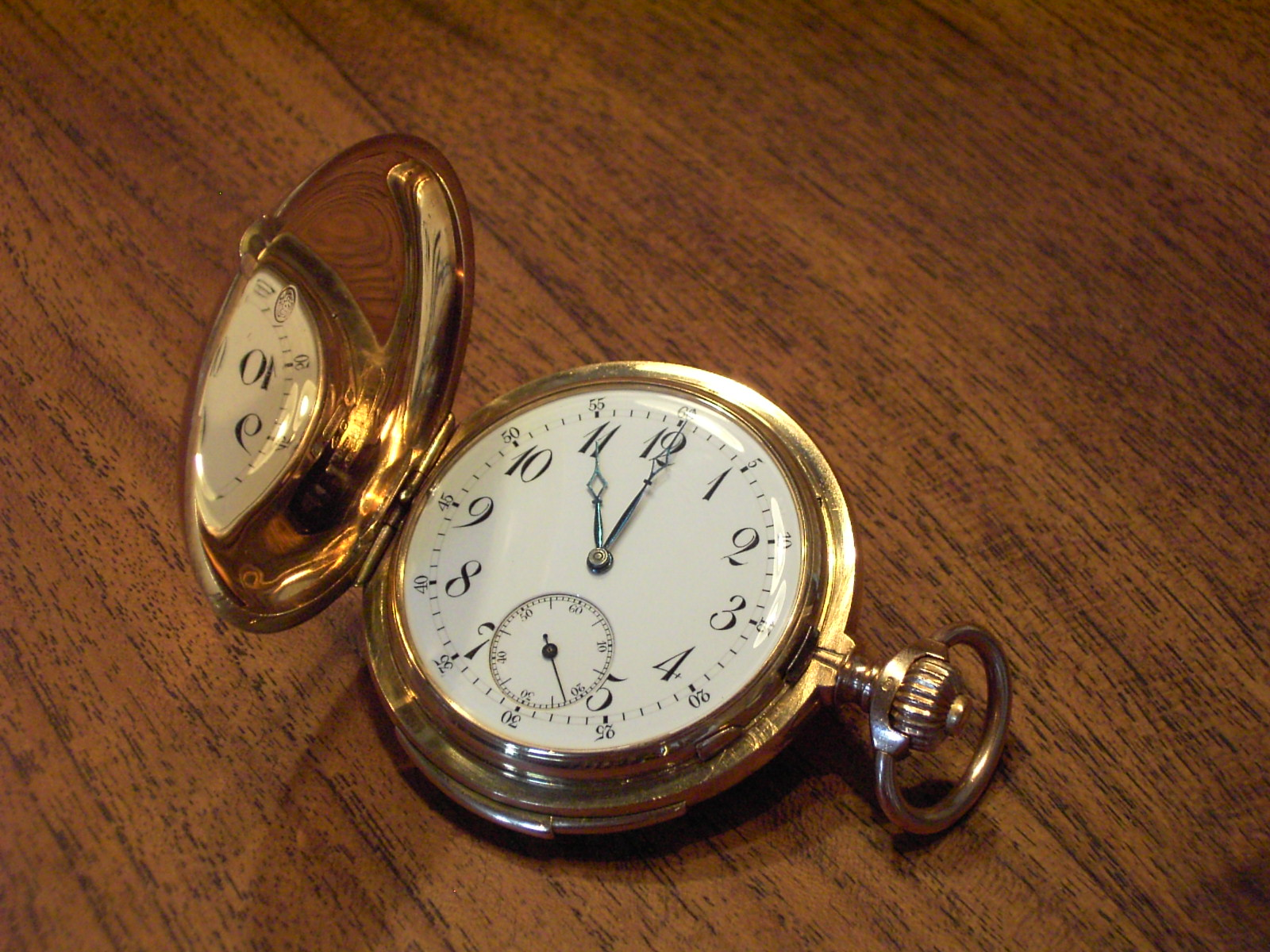
Manecillas de un reloj

En relojería, una manecilla es cada una de las agujas o saetillas, construidas con forma de barra larga y puntiaguda de metal u otro material que, al girar alrededor del centro de la esfera de los relojes, marcan las horas, minutos, o segundos, o cualquier otra indicación para la que se haya diseñado el reloj, por ejemplo: en un taquímetro hay una manecilla que indica la velocidad de un vehículo entre dos marcas. 

## Descripción

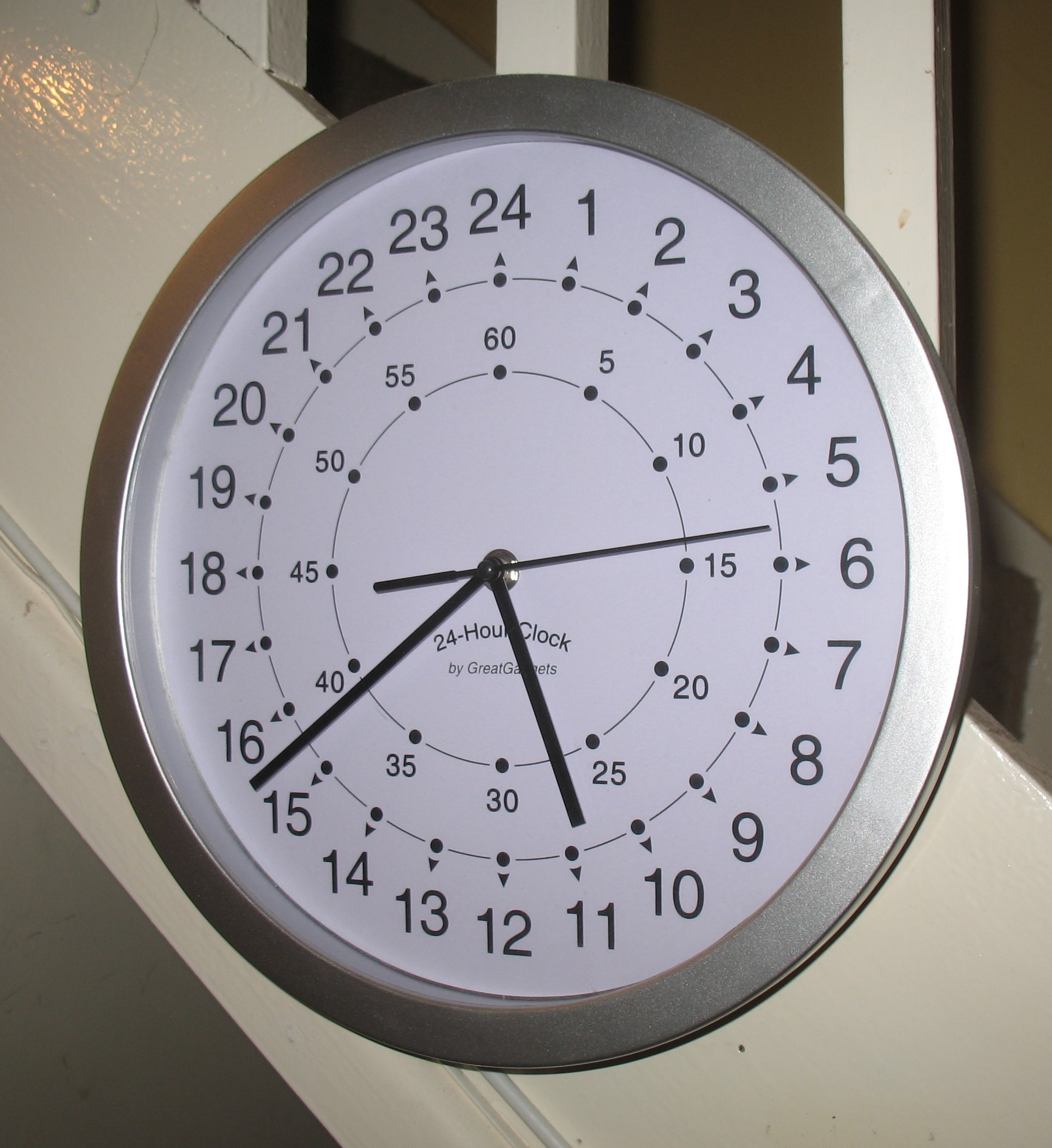
Un reloj de cuarzo moderno con una esfera de 24 horas

La hora se lee observando la colocación de diversas "manecillas ", que salen del centro de la esfera:
- Una manecilla de las "horas" corta y gruesa;
- Una manecilla de los "minutos" larga y más fina;
- En algunos modelos, una manecilla de "segundos" muy delgada.

Las tres manecillas giran continuamente alrededor del dial en sentido de dextrógiro que también se conoce como sentido horario, en la dirección de los números crecientes.
- La manecilla de los segundos, se mueve con relativa rapidez, tardando un minuto completo (sesenta segundos) en realizar una rotación completa de 12 a 12. Por cada rotación de la manecilla de los segundos, la manecilla de los minutos se moverá de una marca de minuto a la siguiente.
- La manecilla de los minutos gira más lentamente en torno al dial. Tarda una hora (sesenta minutos) en realizar una rotación completa de 12 a 12. Para cada giro de la manecilla de los minutos, la manecilla de las horas se moverá de una marca de hora a la siguiente.
- La manecilla de las horas es la que se mueve más lentamente de todas, tardando doce horas (medio día) en realizar una rotación completa. Empieza a partir a las "12" a medianoche, hace una rotación hasta que vuelve a apuntar a las "12" al mediodía, y sucesivamente hace otra rotación hasta que vuelve a apuntar a las "12" a la medianoche siguiente. La manecilla de segundos se mueve relativamente rápido, tardando un minuto completo (sesenta segundos) en hacer una rotación completa de 12 a 12. Para cada rotación de la manecilla de segundos , la manecilla de minutos se moverá de una marca de minuto a la siguiente.

## Historia

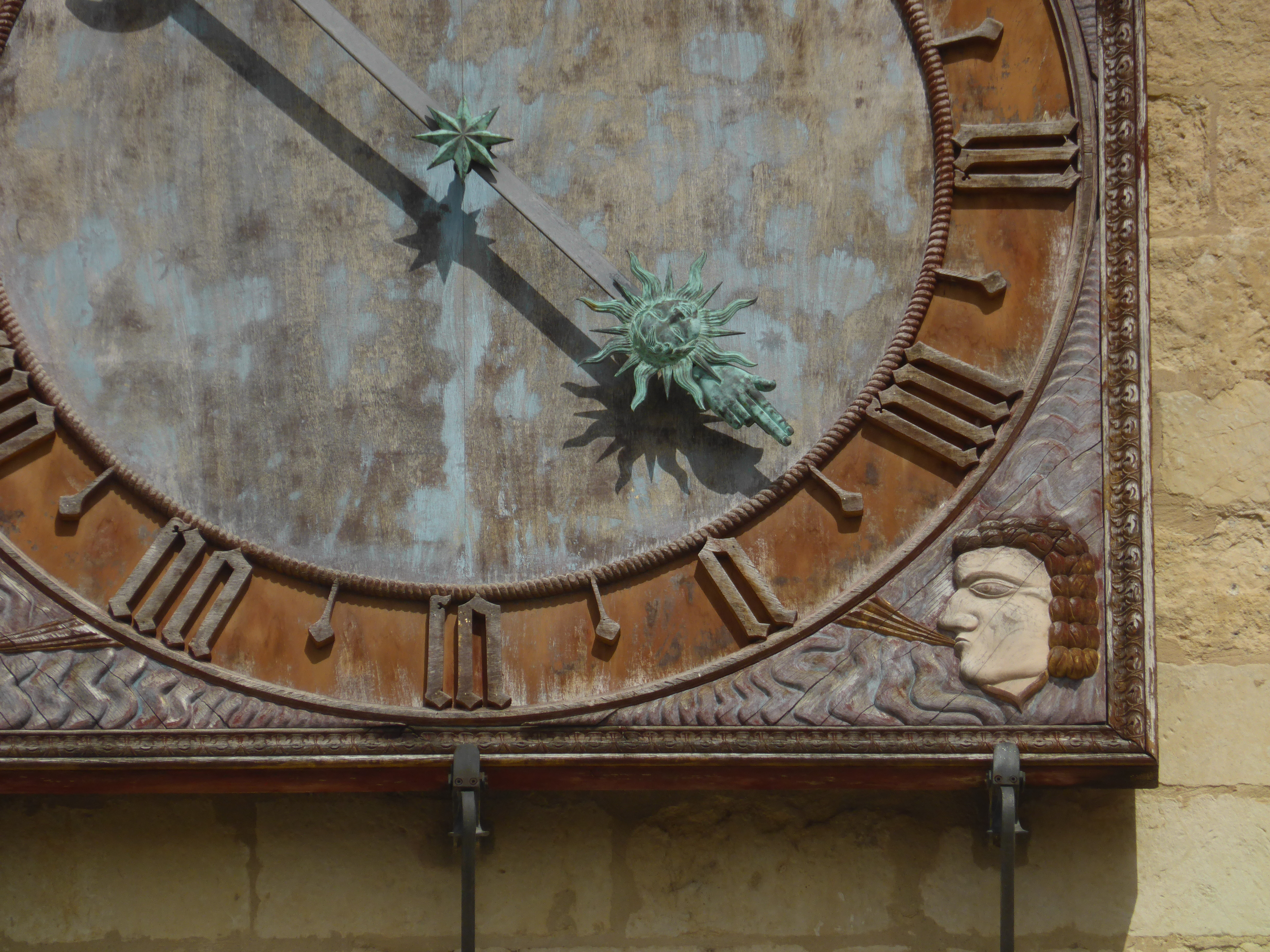
Manecilla del reloj de la torre sur de la catedral de León, España.

Los relojes de torre antiguos solían tener una única manecilla. Por ejemplo, el reloj de la torre sur de la catedral de León, España. 

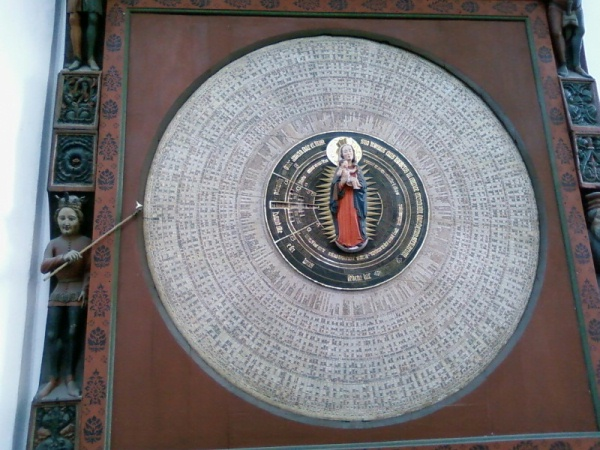
Esfera rotativa de un reloj del siglo XV, iglesia de Santa Maria, Gdańsk, Polonia

Los primeros relojes mecánicos, construidos en la Europa del siglo XIII, eran relojes de carillón : su objetivo era hacer sonar las campanas en las horas canónicas, llamar a la comunidad local a la oración. Éstos eran relojes de torre instalados en campanarios en lugares públicos, para garantizar que las campanas fueran audibles en un área amplia. Poco después de que estos primeros relojes mecánicos se pusieran en su sitio, los relojeros se dieron cuenta de que sus ruedas se podían utilizar para accionar un indicador en un dial en el exterior de la torre, donde se podía ver ampliamente, para que la población local pudiera ver la hora.
Hacia finales del siglo XIV, una manecilla fija (un trozo de madera cortado en forma de manecilla) indicaba la hora señalando los números en una esfera rotativa. Pasada esta época, se adoptó la convención actual de una manecilla giratoria en un esfera fija, a pesar de que en el reloj del Kremlin se mantuvo la esfera rotativa hasta el siglo XVII. La "manecilla de los minutos o minutera" (llamada así porque indicaba las divisiones menudas o "minutes" de la hora) empezó a utilizarse habitualmente hacia 1690, después de que la invención del péndulo y el escape de áncora aumentaran la precisión del tiempo de una forma suficiente para justificarlas. En algunos relojes de precisión, se añadió una tercera manecilla que se bautizó como "manecilla de los segundos o segundera/o", que gira una vez por minuto, en una sub-esfera separada (se llamó así porque medía las "segundas divisiones" de la hora). La convención de las manecillas que se mueven en el sentido de las manecillas del reloj se tomó a imitación del reloj de sol, ya que en el hemisferio norte, donde se originó la  esfera del reloj, la sombra del gnomon en un reloj de sol horizontal se mueve, durante el día, en el "sentido de las manecillas del reloj" .